# Ciulnița
Ciulnița est une commune du județ de Ialomița en Roumanie.